# L'Astroballe
L'Astroballe ili Astroballe je višenamjenska dvorana u francuskom gradu Villeurbanneu kapaciteta 5.600 mjesta. Otvorena je u travnju 1995. godine te je dom košarkaškom klubu Asvelu.